# Colonia la Parota
Colonia la Parota är en ort i Mexiko.   Den ligger i kommunen Temixco och delstaten Morelos, i den sydöstra delen av landet, 60 km söder om huvudstaden Mexico City. Colonia la Parota ligger 1 394 meter över havet och antalet invånare är 150.
Terrängen runt Colonia la Parota är huvudsakligen kuperad, men åt sydost är den platt. Runt Colonia la Parota är det mycket tätbefolkat, med 1 517 invånare per kvadratkilometer. Närmaste större samhälle är Cuernavaca, 8,0 km nordost om Colonia la Parota. I omgivningarna runt Colonia la Parota växer huvudsakligen savannskog.